# Porrhomma rakanum
Porrhomma rakanum is een spinnensoort in de taxonomische indeling van de hangmatspinnen (Linyphiidae).
Het dier behoort tot het geslacht Porrhomma. De wetenschappelijke naam van de soort werd voor het eerst geldig gepubliceerd in 1981 door Takeo Yaginuma & Kendo Saito.